# Geografia Marocului

Localizarea Marocului

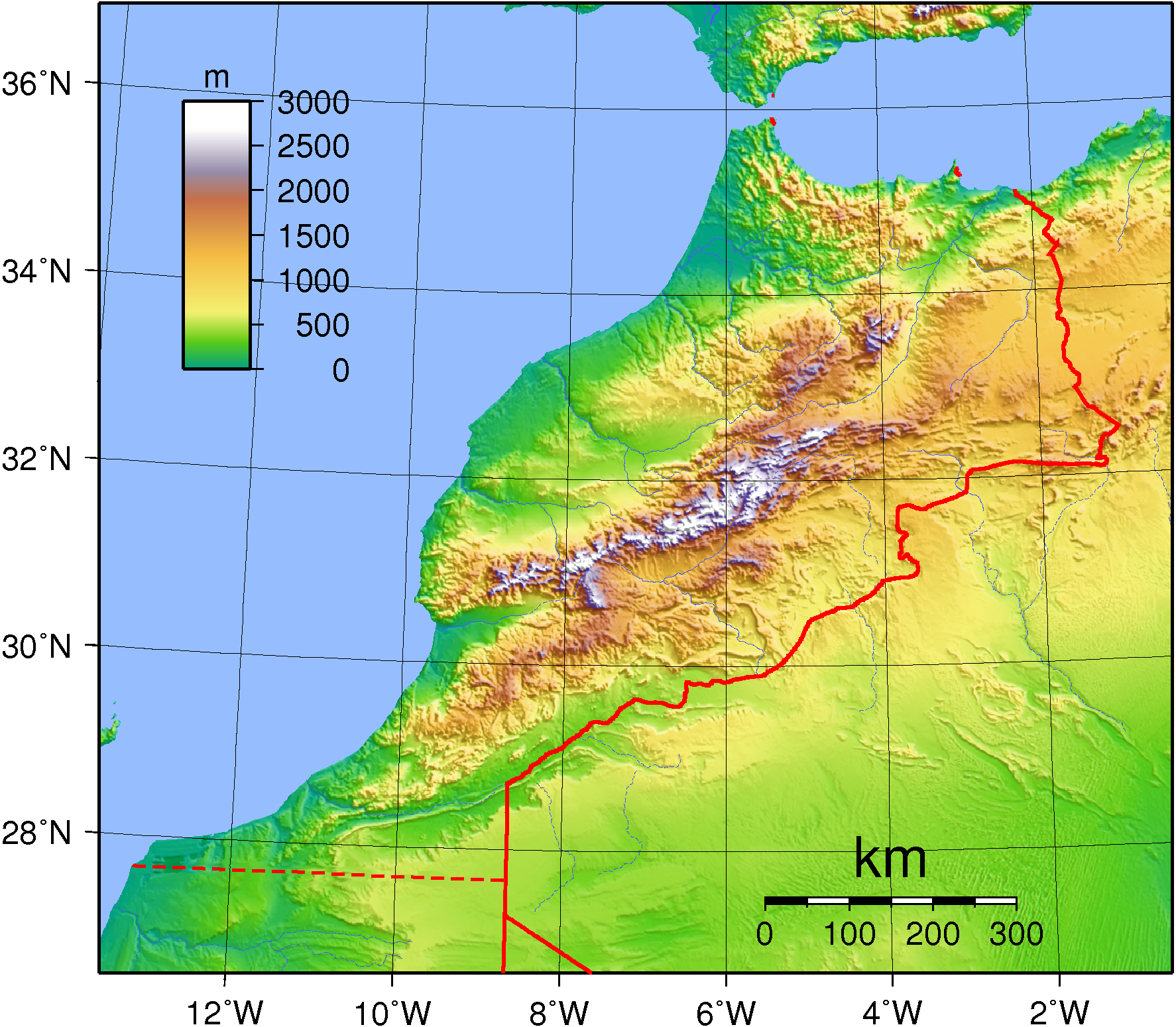
Topografia Marocului

Marocul este cea mai nord-vestică țară a Africii care se întinde de la Marea Mediterană și Oceanul Atlantic la nord și, respectiv, la vest, în zone muntoase întinse din interior, până la deșertul Sahara în sudul îndepărtat. Marocul este o țară nord-africană, situată în extrema nord-vestică a Africii, la marginea Europei continentale. Strâmtoarea Gibraltar separă Spania de Maroc cu 13 kilometri întindere de apă. Marocul se învecinează cu Oceanul Atlantic de Nord la vest și cu Marea Mediterană de vest la nord și are granițe cu Algeria și disputata Sahara Occidentală.
Terenul Marocului este în mare parte muntos. Munții Atlas se întind dinspre centru nord spre sud-vest, pe aproximativ 1.350 kilometri. La nord de Munții Atlas, se află Munții Rif, un lanț care face parte din lanțul muntos Sierra Nevada din Andaluzia, Spania. Masivul se extinde la aproximativ 250 kilometri de Tanger în vest până la Nador spre est.
În vestul țării, de-a lungul coastei Atlanticului, Podișul Marocului se întinde de la Tanger până la Lagouira, având o lungime de aproximativ 2.310 kilometri și se învecinează cu acea câmpie Saiss lângă Fes și Tansift-Alhaouz lângă Marrakech. Aceste câmpii întinse promovează terenurile agricole fertile și susțin 15% din economia locală.
În sud-estul extrem al țării, pământurile sunt aride datorită apropierii lor de Deșertul Sahara. Oaza de palmieri este dezvoltată în multe regiuni, în special în Figuig și Zagora.

## Statistici geografice

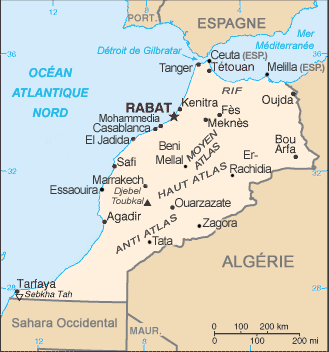
Maroc

Coordonate geografice: Marocul se află situat la 32 00 N, 5 00 V.
Suprafața totală este de 446.550 km², fiind pe locul 57 după suprafață (sau 712.550 km² cu includerea Saharei Occidentale), dintre care 446.300 km²  - de uscat și 250 km² sunt acoperiți de ape.
Lungimea granițelor este de 2.017,9 km². Vecinii sunt: Algeria 1.559 km, Sahara Occidentală 443 km, Spania (Ceuta) 6,3 km, Spania (Melilla) 9,6 km.
Lungimea coastei este de 1.835 km.
Are următoarele drepturi maritime:
- Marea teritorială: 22 km (12 mile nautice);
- Zona contiguă: 45 km (24 mile nautice);
- Zona economică exclusivă: 370 km (200 mile nautice);
- Platforma continentală: 200 m adâncime sau până la adâncimea exploatării.

## Climat

Tipuri de climă Köppen în Maroc

Clima Marocului poate fi împărțită în două părți: de nord-vest și de sud-est. În sud-est clima este aridă și slab populată. Nord-vestul are o climă blândă, iar 95% din populația marocană trăiește în aceste regiuni. 
Zonele în mare parte populate din nord-vestul țării au în cea mai mare parte un climat mediteraneean, dar din moment ce țara este puternic muntoasă, influența continentală și alpină este evidentă, precum și influența oceanică de-a lungul coastei Atlanticului. Și mai sunt terenurile semiaride, care acoperă puține regiuni din nord-est, centru-sud și sud-vest. 
De-a lungul coastei mediteraneene clima este tipic mediteraneeană și susține toate tipurile de vegetație tipic mediteraneeană. Verile sunt moderat calde, iar iernile sunt blânde. Mai departe de coastă, în lanțul Munților Rif, clima începe să devină mai continentală, cu ierni mai reci și veri mai calde. La altitudini de peste 1.000 de metri, clima este alpină, cu veri calde și ierni reci. Precipitațiile sunt mult mai mari pe partea de vest decât pe partea de est. Precipitațiile medii anuale sunt cuprinse între 600 și 1.500 mm și 300 și 700 mm respectiv. Zăpada este abundentă la altitudini mai mari. 
1. Orașe tipice cu climă mediteraneeană sunt Tanger, Tétouan, Al-Hoceima, Nador
2. Orașe tipice influențate de clima continentală sunt Șafșauan, Issaguen, Targuist, Taza
3. Oraș tipic cu influențe ale climatului alpin este Bab Berred

De-a lungul coastei atlantice, clima este mediteraneeană cu influență oceanică. Amprenta climei oceanice diferă de-a lungul liniei de coastă de la o regiune la alta. În general, este prezentat de la Asilah la Essaouira. Verile sunt calde până la moderat calde, iar iernile sunt mai reci decât pe coasta mediteraneeană. Mai departe de ținuturile de coastă, în lanțul Munților Atlas, clima începe să devină mai continentală cu ierni mai reci și veri mai calde. La altitudini de peste 1.000 de metri, clima este tipic alpină, cu veri calde și ierni reci. Precipitațiile sunt în general mari. Precipitațiile medii anuale sunt cuprinse între 500 și 1.800 mm în nord, dar pe măsura deplasării spre sud, media scade cu aproximativ 100-200 mm. Zăpada este abundentă la altitudini mai mari. Există două stații de schi, una în Atlasul mijlociu Mischliffen și cealaltă în Atlasul Mare Oukaïmeden.
1. Orașe tipice cu influențe oceanice sunt Rabat, Casablanca, Essaouira, Larache
2. Orașe tipice influențate de continent sunt Fès, Meknès, Khenifra, Beni Mellal
3. Orașe tipice cu influență alpină sunt Ifrane, Azrou, Midelt, Imouzzer Kandar

Regiunile sudice ale nord-vestului sunt semiaride. Precipitațiile sunt mai scăzute și sunt între 250 și 350 mm anual. Deși intervalele de temperatură în general nu se modifică în comparație cu provinciile superioare, o ușoară creștere a mediilor ridicate nu trebuie respinsă, fiind în mare parte datorită latitudinilor inferioare unde se încadrează.
Orașele tipice cu o astfel de climă sunt Agadir și Marrakech.
Disputata regiune Sahara de Vest are un climat deșertic cald, dar temperaturile sunt mai moderate de-a lungul coastei.

## Geografie fizică

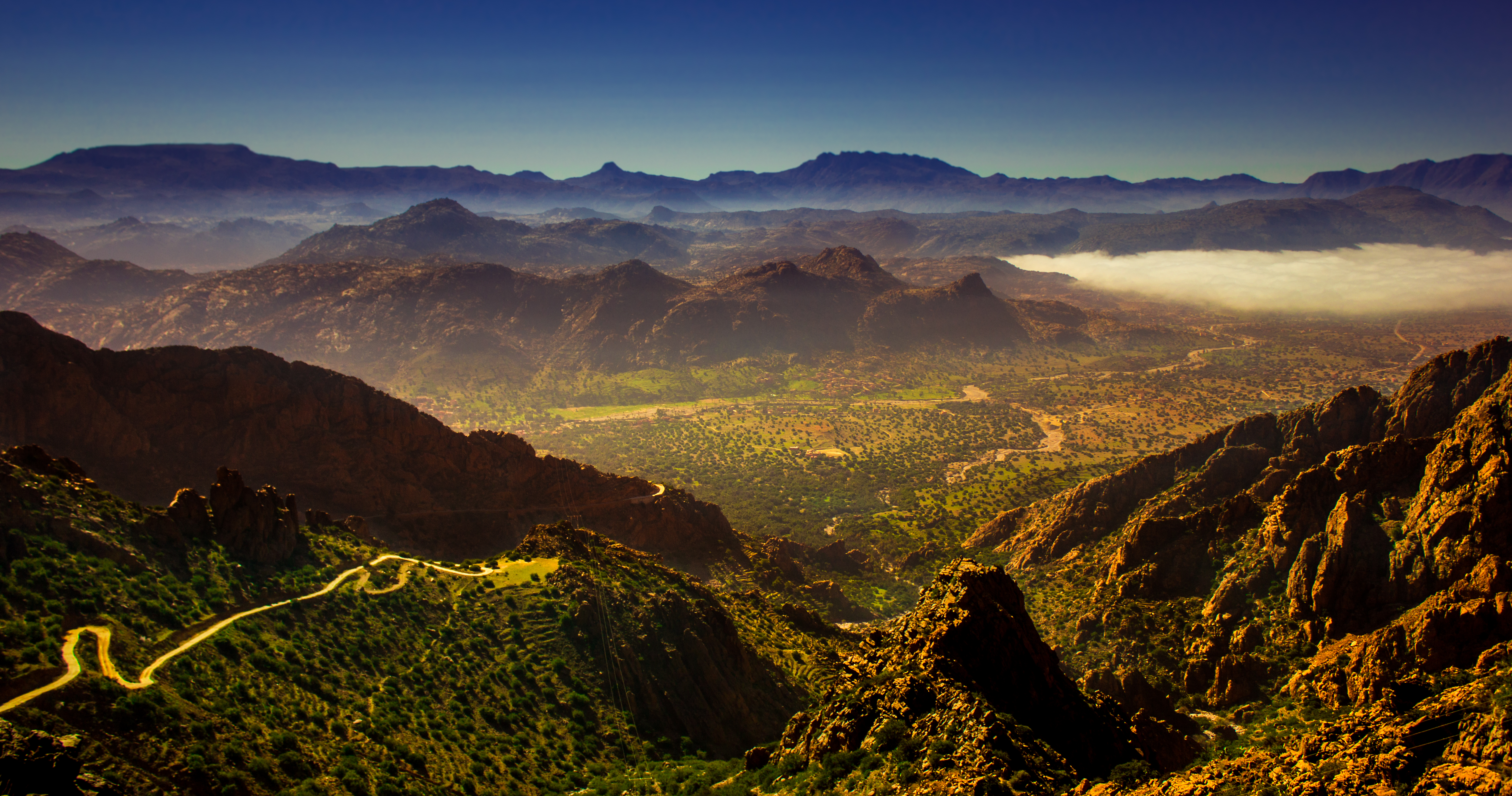
Lanțul muntos Anti-Atlas

Coasta de nord și interiorul sunt regiuni muntoase, mărginite de podișuri întinse, văi intramontane și câmpii de coastă fertile. Munții din partea nordică sunt instabili din punct de vedere tectonic și expun la cutremure. 
Marocul ocupă o locație strategică de-a lungul strâmtorii Gibraltar, calea navigabilă care leagă Marea Mediterană și Oceanul Atlantic.
Extreme de altitudine:
- cel mai jos punct: Sebkha Tah -55 m
- cel mai înalt punct: muntele Toubkal 4.165 m

Cel mai lung râu este râul Draa de 1.100 km.

## Resurse naturale și folosirea terenurilor
Printre resursele naturale ale țării se numără fosfați, minereuri de fier, mangan, plumb, zinc, pește, sare. 
Folosirea terenurilor:
- Arabil: 17,5%
- Culturi permanente: 2,9%
- Pășuni permanente: 47,1%
- Păduri: 11,5%
- Alte culturi: 21,61% (2011)

Suprafața irigată era de 14.850 km² în 2004.
Resursele de apă regenerabilă erau de 29 km³ în 2011. Cantitatea de apă extrasă totală era de 12,6 km³/an (10%/3%/87%) și de 400 m³/an pe cap de locuitor în 2000.
Ca hazarduri naturale au loc secete periodice.   

## Mediul înconjurător

### Probleme curente
Probleme curente includ degradarea/deșertificarea solului (eroziunea solului provocată de cultivarea pământului în zonele marginale, pășunat excesiv, defrișări), râuri poluate cu ape industriale, înnămolirea rezervoarelor de apă, poluarea cu petrol a apelor de coastă.  

### Acorduri internaționale de mediu
Este parte în: Convenția-cadru a Națiunilor Unite privind Schimbări Climatice, Protocolul pentru Schimbări Climatice de la Kyoto, Convenția cu privire la Dreptul Mării, Convenția privind prevenirea poluării marine cu deșeuri și alte materiale, Protecția Stratului de Ozon, Poluarea cauzată de nave (MARPOL 73/78), Moratoriul împotriva vânării de balene, diferite convenții referitoare la biodiversitate, deșertificare, specii periclitate, deșeuri periculoase, zone mlăștinoase.
Un protocol semnat, dar neratificat este Convenția ENMOD.